# 池上勝
池上 勝（いけがみ まさる、1940年‐）は日本の実業家。白鳩（インターネット通販）代表取締役会長。

## 略歴
- 大阪経済大学中退
- 1961年10月 日本金銭登録機販売株式会社入社
- 1962年11月 株式会社日動製作所入社
- 1965年10月 ストッキングの職域販売業として創業
- 1974年8月 株式会社白鳩設立、代表取締役社長就任[1]